# Carmen on Ice
Carmen on Ice è un film drammatico del 1990 diretto da Horant H. Hohlfeld.

## Trama
Carmen si fa desiderare dal capitano Don Josè Navarro anche se invaghita del torero Escamillo. Don Josè lo scopre e litiga spesso con la gitana e tenta persino di uccidere Escamillo, ma ogni suo tentativo è bloccato fortunosamente dallo zingaro Zuniga. Purtroppo Carmen non avrà vita facile perché, dopo aver rifiutato un'ennesima volta le richieste amorose di Don Josè, verrà pugnalata da quest'ultimo.